# Vardadzor (Askeran)
Vardadzor (in armeno Վարդաձոր ? o Pirjamal (in azero Pircamal) è una comunità rurale del distretto di Xocalı in Azerbaigian, facente parte fino al 2023 della regione di Askeran nella repubblica di Artsakh (fino al 2017 denominata repubblica del Nagorno Karabakh).
Nel 2005 contava poco più di duecento abitanti e sorge in zona pianeggiante nella parte centrale della regione non lontana dal capoluogo.
Ad essa è associata la comunità di Aranzamin che conta poco più di una ventina di abitanti.

## Storia
Il villaggio fu fondato nel XII secolo. Il villaggio fu distrutto durante i massacri armeno-tatari del 1905-1907 e fu poi ricostruito nel 1918.

## Monumenti e luoghi d'interesse
I siti del patrimonio storico nel villaggio e nei dintorni includono un santuario del XVII-XVIII secolo, un cimitero del XVIII-XIX secolo e la chiesa di Surb Astvatsin (in armeno Սուրբ Աստվածածին, "Santa Madre di Dio") del XIX secolo.